# Бедлингтон-терьер

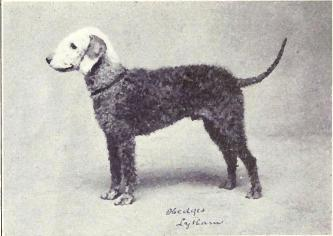
Фото бедлингтон терьера 1915 г.

Бедлингто́н-терье́р (англ. Bedlington terrier) — порода собак, выведенных в Великобритании. Относится к группе терьеров, изначально выводились для охоты. Считаются редкой породой.

## История породы
Точных данных о происхождении этой породы нет. Около 200 лет назад появились первые упоминания о породе, которая тогда называлась ротбери-терьер. Бедлингтоны зародились и развивались в Великобритании, на границе Англии и Шотландии, и их корни тесно переплетены с другим терьером — денди-динмонтом. 
Бедлингтон-терьер был выведен для охоты, и не уступал другим терьерам по рабочим качествам, а в чём-то даже превосходил их. 

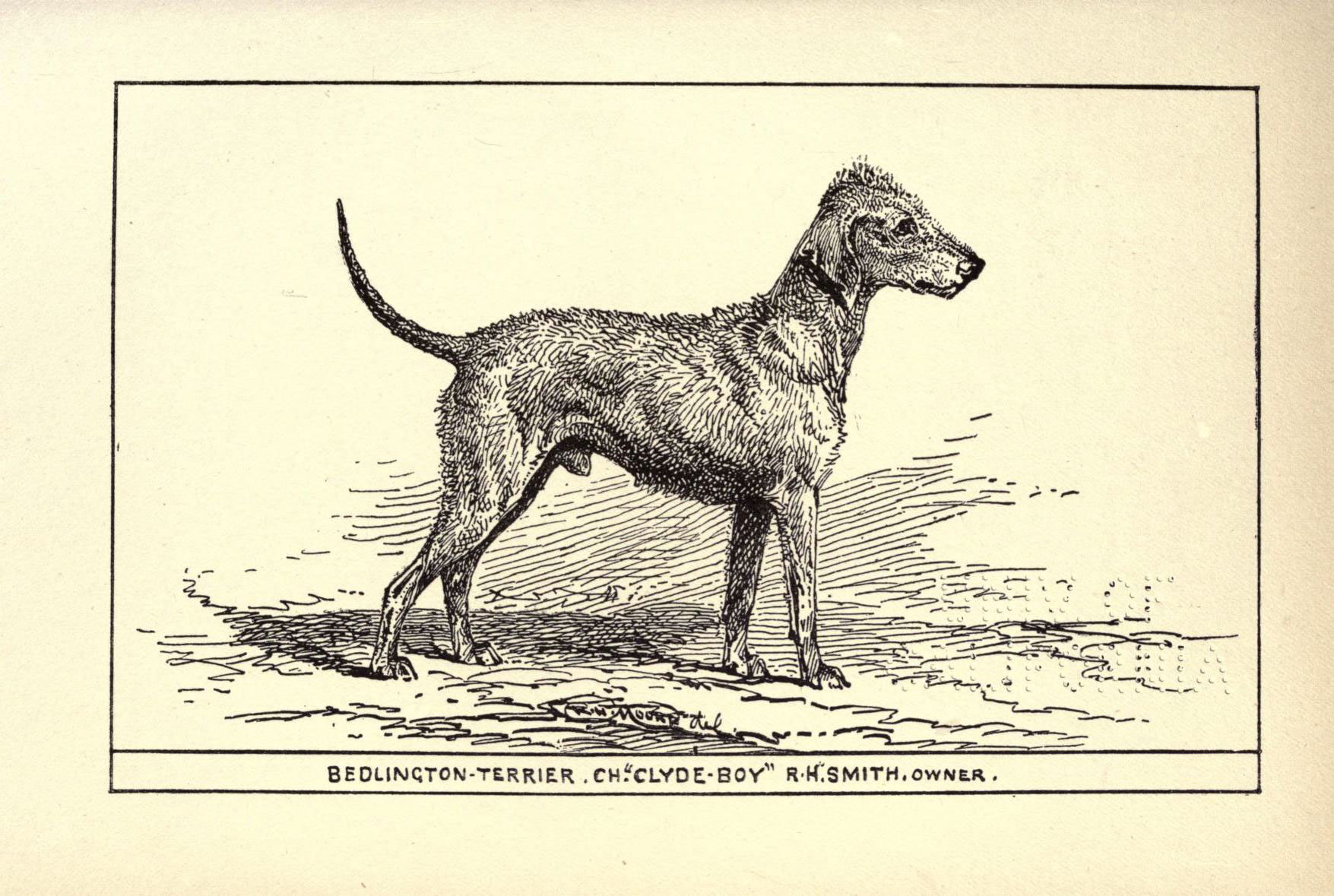
Рисунок бедлингтон терьера 1900 г.

В XIX веке популярность выставок собак привела к тому, что бедлингтонами заинтересовались не только охотники. В результате «выставочного» разведения собаки постепенно изменили свой облик на более утонченный, а характер на более покладистый. Не всем любителям породы нравилось такое положение дел, и в Великобритании во второй половине 1970-х был основан Клуб рабочих бедлингтон-терьеров, и сегодня пытающийся сохранить охотничьи качества породы.
Наибольшей популярностью бедлингтоны пользуются в аристократических кругах наиболее развитых стран, оставаясь в числе самых дорогих и редких пород собак. Спрос на породу устойчив во многих странах мира, но бума на бедлингтонов не было никогда.

## Внешний вид

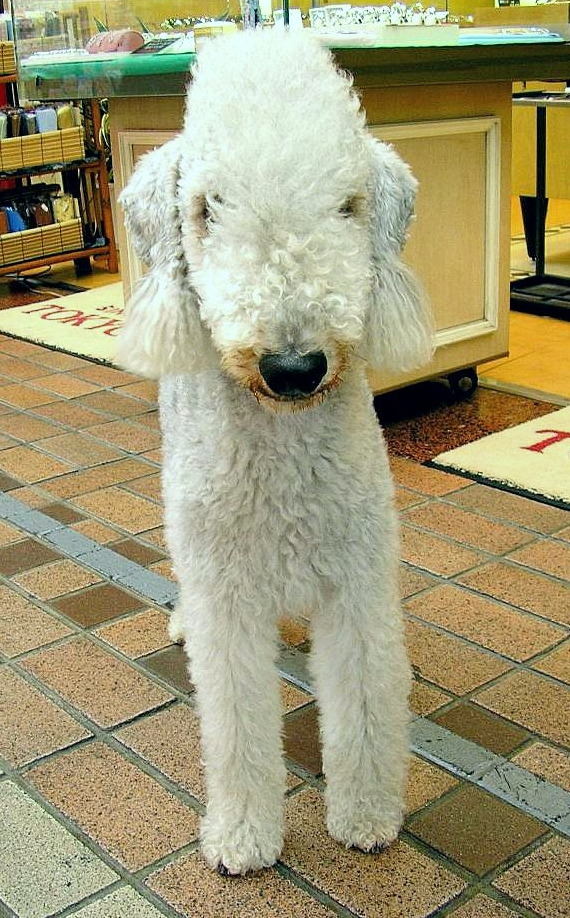
Бедлингтон терьер белого окраса

Внешность бедлингтон-терьера весьма необычна. Он очень похож на беленькую маленькую овечку, но сердце у этой «овечки» воистину львиное, так как собака очень храбрая и даже агрессивная. Голова у бедлингтон-терьера имеет форму груши, челюсти удлиненные, зубная система очень крепкая и сильная. Глаза бедлингтон-терьера небольшого размера, коричневого, или светло-коричневого цвета, глубоко посаженные. Уши опущенные и низко посаженные. Передние ноги у собак этой породы прямые, хвост заостренный на конце. Шерсть у бедлингтон-терьера достаточно густая, мягкая и пушистая, не триммингуется, а стрижется 3-4 раза в год. Окрас: голубой, рыжевато-голубой, песочный, красновато-коричневый. Высота в холке — около 41 см, возможны варианты от 37 до 45 см, вес собак от 8 до 10 кг.

## Темперамент

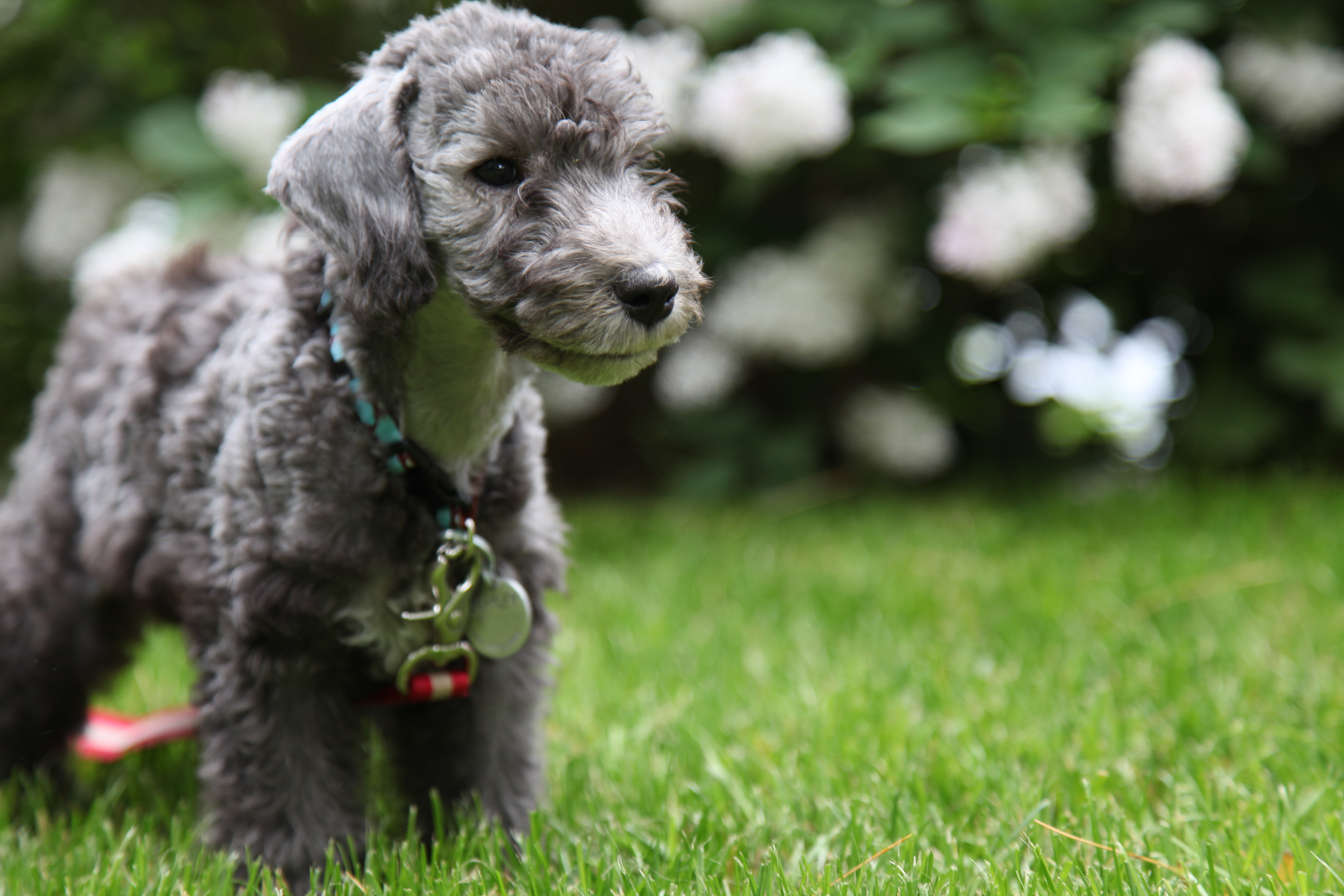
Щенок бедлингтон терьера

Характер у бедлингтон-терьера миролюбивый, веселый и добродушный, представители этой породы лишены агрессии по отношению к человеку и могут стать прекрасными, преданными, послушными, умными и даже интеллигентными компаньонами. Хорошо будет чувствовать себя в семье, ведущей активный образ жизни. Обладает уравновешенной психикой, никогда не задирается к другим собакам первым, но и в обиду себя не даст. Прекрасно поддается дрессировке. Большой любитель попрыгать.

## Использование
Бедлингтон-терьер, как и все терьеры, большой специалист по ловле крыс, но в наше время это, скорее, домашняя собака, хотя прекрасно справляется и со сторожевой функцией, так как умеет лаять достаточно громко и грозно.